# اورسته ریوا
اورسته ریوا (ایتالیایی: Oreste Riva; ۲۱ ژوئیهٔ ۱۸۶۰ – ۳۱ دسامبر ۱۹۳۶) آهنگساز اهل ایتالیا بود.
از افتخارات او می‌توان به کسب مدال نقره موسیقی در بخش مسابقات هنری بازی‌های المپیک تابستانی ۱۹۲۰ اشاره کرد.